# Acritus loriai
Acritus loriai är en skalbaggsart som beskrevs av Yves Gomy 1980. Acritus loriai ingår i släktet Acritus och familjen stumpbaggar. Inga underarter finns listade i Catalogue of Life.